# Voices of the Poor
Voices of the Poor è stata una ricerca di testimonianze svolta negli anni '90 fino al 2000 da parte della Banca Mondiale per raccogliere le esperienze dei poveri in tutto il mondo. Il nome viene utilizzato anche per i documenti che sono stati infine pubblicati. Lo studio consisteva in due parti: ricerca primaria che utilizzava la valutazione partecipativa della povertà (PPA) in 23 paesi, e revisioni di PPA esistenti e altre ricerche partecipative. Il progetto era originariamente chiamato "Consultazioni con i poveri", ma è stato cambiato in "Voci dei poveri" alla fine del 1999.
Voices of the Poor ha anche contribuito al Rapporto sullo sviluppo mondiale del 2000.

## Pubblicazioni
I tre volumi di libri pubblicati nell'ambito del progetto sono:
- Qualcuno può sentirci? (D. Narayan, R. Patel, K. Schafft, A. Rademacher, S. Koch-Shulte, 2000), che esamina 81[3], valutazioni partecipative della povertà condotte dalla Banca Mondiale durante gli anni '90 e comprende le interviste di oltre 40.000 persone in 50 paesi;
- Crying Out for Change (D. Narayan, R. Chambers, M. Shah, P. Petesch, 2000), che analizza il lavoro sul campo svolto nel 1999 coinvolgendo oltre 20.000 persone in 23 paesi;
- Da Many Lands (D. Narayan, P. Petesch, 2002[4]), che include modelli regionali e case study nazionali del 1999[5].

## Risultati
I risultati di questo studio includono quanto segue:
- la povertà è multidimensionale (cioè i poveri non si occupano solo della mancanza di denaro, ma di vari problemi come la mancanza di risorse, la cattiva salute, la violenza fisica, l'isolamento sociale ecc.);
- le ONG hanno un ruolo limitato nella vita dei poveri.

## Recensione
Scrivendo nel 2003, Hiroki Nogami ha elogiato Voices of the Poor per il suo uso di analisi qualitative, ma ha osservato che lo studio non ha tenuto sufficientemente conto di come le opinioni dei poveri cambino con il tempo e il luogo.